# کارل-هاینریش فون گرودک
کارل-هاینریش فون گرودک (انگلیسی: Karl-Heinrich von Groddeck؛ ۱۹ ژوئیه ۱۹۳۶ – ۱۳ دسامبر ۲۰۱۱) قایقران روئینگ اهل آلمان بود.
وی همچنین برندهٔ جوایزی همچون برگ بوی نقره‌ای شده‌است.
وی در مسابقات کشوری و بین‌المللی در مجموع برندهٔ ۷ مدال طلا، ۲ مدال نقره شده‌است.